# Screen Actors Guild Awards 2025
La cerimonia di premiazione della 31ª edizione dei Screen Actors Guild (SAG) Awards ha avuto luogo il 23 febbraio 2025 allo Shrine Auditorium di Los Angeles.
Le candidature sono state annunciate tramite comunicato stampa l'8 gennaio 2025, a causa degli incendi in California che si sono svolti in quel periodo.
Kristen Bell è la presentatrice della cerimonia.

## Cinema

### Migliore attore protagonista
- Timothée Chalamet – A Complete Unknown
- Adrien Brody – The Brutalist
- Daniel Craig – Queer
- Colman Domingo – Sing Sing
- Ralph Fiennes – Conclave

### Migliore attrice protagonista
- Demi Moore – The Substance
- Pamela Anderson – The Last Showgirl
- Cynthia Erivo – Wicked (Wicked: Part I)
- Karla Sofía Gascón – Emilia Pérez
- Mikey Madison – Anora

### Migliore attore non protagonista
- Kieran Culkin – A Real Pain
- Jonathan Bailey – Wicked (Wicked: Part I)
- Jurij Borisov – Anora
- Edward Norton – A Complete Unknown
- Jeremy Strong – The Apprentice - Alle origini di Trump (The Apprentice)

### Migliore attrice non protagonista
- Zoe Saldana – Emilia Pérez
- Monica Barbaro – A Complete Unknown
- Jamie Lee Curtis – The Last Showgirl
- Danielle Deadwyler – The Piano Lesson
- Ariana Grande – Wicked (Wicked: Part I)

### Miglior cast cinematografico
- Conclave

Sergio Castellitto, Ralph Fiennes, John Lithgow, Lucian Msamati, Isabella Rossellini e Stanley Tucci
- Anora

Jurij Borisov, Mark Ėjdel'štejn, Karren Karagulian, Mikey Madison, Aleksej Serebrjakov e Vače T'ovmasyan
- A Complete Unknown

Monica Barbaro, Norbert Leo Butz, Timothée Chalamet, Elle Fanning, Dan Fogler, Will Harrison, Eriko Hatsune, Boyd Holbrook, Scoot McNairy, Big Bill Morganfield e Edward Norton
- Emilia Pérez

Karla Sofía Gascón, Selena Gomez, Adriana Paz e Zoe Saldana
- Wicked (Wicked: Part I)

Jonathan Bailey, Marissa Bode, Peter Dinklage, Cynthia Erivo, Jeff Goldblum, Ariana Grande, Ethan Slater, Bowen Yang e Michelle Yeoh

### Migliori controfigure cinematografiche
- The Fall Guy
- Deadpool & Wolverine
- Dune - Parte due (Dune: Part Two)
- Il gladiatore II (Gladiator II)
- Wicked (Wicked: Part I)

## Televisione

### Migliore attore in un film televisivo o mini-serie
- Colin Farrell – The Penguin
- Javier Bardem – Monsters: la storia di Lyle ed Erik Menendez (Monsters: The Lyle and Erik Menendez Story)
- Richard Gadd – Baby Reindeer
- Kevin Kline – Disclaimer - La vita perfetta (Disclaimer)
- Andrew Scott – Ripley

### Migliore attrice in un film televisivo o mini-serie
- Jessica Gunning – Baby Reindeer
- Kathy Bates – The Great Lillian Hall
- Cate Blanchett – Disclaimer - La vita perfetta (Disclaimer)
- Jodie Foster – True Detective
- Lily Gladstone – Under the Bridge
- Cristin Milioti – The Penguin

### Migliore attore in una serie drammatica
- Hiroyuki Sanada – Shōgun
- Tadanobu Asano – Shōgun
- Jeff Bridges – The Old Man
- Gary Oldman – Slow Horses
- Eddie Redmayne – The Day of the Jackal

### Migliore attrice in una serie drammatica
- Anna Sawai – Shōgun
- Kathy Bates – Matlock
- Nicola Coughlan – Bridgerton
- Allison Janney – The Diplomat
- Keri Russell – The Diplomat

### Migliore attore in una serie commedia
- Martin Short – Only Murders in the Building
- Adam Brody – Nobody Wants This
- Ted Danson – A Man on the Inside
- Harrison Ford – Shrinking
- Jeremy Allen White – The Bear

### Migliore attrice in una serie commedia
- Jean Smart – Hacks
- Kristen Bell – Nobody Wants This
- Quinta Brunson – Abbott Elementary
- Liza Colón-Zayas – The Bear
- Ayo Edebiri – The Bear

### Miglior cast in una serie drammatica
- Shōgun:
- Bridgerton:
- The Day of the Jackal:
- The Diplomat:
- Slow Horses:

### Miglior cast in una serie commedia
- Only Murders in the Building

Michael Cyril Creighton, Zach Galifianakis, Selena Gomez, Richard Kind, Eugene Levy, Eva Longoria, Steve Martin, Kumail Nanjiani, Molly Shannon e Martin Short
- Abbott Elementary

Quinta Brunson, William Stanford Davis, Janelle James, Chris Perfetti, Sheryl Lee Ralph, Lisa Ann Walter e Tyler James Williams
- The Bear

Lionel Boyce, Liza Colón-Zayas, Ayo Edebiri, Abby Elliott, Edwin Lee Gibson, Corey Hendrix, Matty Matheson, Ebon Moss-Bachrach, Ricky Staffieri e Jeremy Allen White
- Hacks

Rose Abdoo, Carl Clemons-Hopkins, Paul W. Downs, Hannah Einbinder, Mark Indelicato, Jean Smart e Megan Stalter
- Shrinking

Harrison Ford, Brett Goldstein, Devin Kawaoka, Gavin Lewis, Wendie Malick, Lukita Maxwell, Ted McGinley, Christa Miller, Jason Segel, Rachel Stubington, Luke Tennie, Michael Urie e Jessica Williams

### Migliori controfigure televisive
- Shōgun
- The Boys
- Fallout
- House of the Dragon
- The Penguin

## Premi speciali

### Screen Actors Guild Award alla carriera
- Jane Fonda[7]